# Symfonie nr. 7 (Cohn)
James Cohn componeerde zijn Symfonie nr. 7 in 1967. Het is geschreven voor symfonieorkest.
De symfonie uit 1967 laat slechts af en toe blijken dat het in dat jaar gecomponeerd is. Vooral de delen (1) en (4) zijn eerder toe te wijzen aan Joseph Haydn of een vrolijke Ludwig van Beethoven. Door het ontbreken van de 20e-eeuwse percussie-instrumenten heeft de symfonie een lichte klank gekregen met af en toe een frons. De pauken zijn wel opvallend aanwezig in deel (1). De componist lichtte toe:
1. deel 1 (allegro giusto) (circa 12 minuten) begint met een soort ostinato, een muzikaal fragment dat gedurende het eerste deel steeds terugkomt; de hopfiguur in het fragment zorgt voor de nodige lichtheid. Vlak na de start brengen de dwarsfluit en fagot de symfonie op gang;
2. deel 2 (andante cantabile) (7 minuten), is meer bedachtzaam; het is lyrisch en filosofisch van karakter;
3. deel 3 (allegretto energico)(4 minuten); het klassieke scherzo in een driekwartsmaat geeft stemmingswisselingen weer, tussen zakelijkheid en hysterie;
4. deel 4 (Molto presto e precipato); is een klassiek rondo en klinkt net zo licht als deel 1.

## Bron en discografie
- Uitgave Naxos: het Slowaaks Radiosymfonieorkest o.l.v. Vakhtang Jordania